# Пантиелев, Алексей Наумович
Алексе́й Нау́мович Панти́елев (настоящие имя и отчество А́бель Нахи́мович; 18 июня 1913, Орёл — 12 ноября 1977, Москва) — русский советский писатель, переводчик.

## Биография
Родился в Орле в семье Нохима Лейзеровича Пантиелева (1889—1976) и Берты Абрамовны Пантиелевой (1889—1955). Детские годы провёл в селе Алтухово Севского уезда Орловской губернии. В 1938 году окончил Литературный институт им. А. М. Горького.
Участвовал в Великой Отечественной войне: призван в 382-ю стрелковую дивизию в мае 1942 года, был корреспондентом армейской газеты. Награждён орденом Красной Звезды (1943).
В 1944 году вступил в КПСС.
Похоронен на Востряковском еврейском кладбище.

### Семья
- Жена — доктор филологических наук Зоя Сергеевна Кедрина[4][5][6].
- Сёстры — Софья Нахимовна Пантиелева (1922—2009) и Мирьям Нахимовна Кринская (1919—1994)[1].
- Двоюродные братья — Яков Хацкелевич Пантиелев (1923—2002), учёный в области агрономии и агротехники, доктор сельскохозяйственных наук, автор популярных пособий по садоводству; Евгений Данилович Агранович (1918—2010), кинодраматург; Леонид Данилович Агранович (1915—2011), кинорежиссёр; Аркадий Хацкелевич Пантиелев (1919—1944), лейтенант, именем которого названа улица в Верхнедвинске.

## Награды
- Орден Красной Звезды[2].
- Орден «Знак почёта».
- Медали[7].

## Публикации

### Романы и повести
- Пантиелев А. Н. Первая неделя. — Москва: 1-я типография Профиздата, 1949. — 215 с.
- Пантиелев А. Н. Первая неделя. — Магадан: Советская Колыма, 1950. — 55 с. — (Роман-газета горнякам, № 2 (27)).
- Пантиелев А. Н. Первая неделя. — Москва: 1-я типография Профиздата, 1951. — 236 с.
- Пантиелев А. Н. Поток. — Москва: Советский писатель, 1956. — 542 с.
- Пантиелев А. Н. Белая птица / илл. Б. А. Мессерер. — Москва: Советский писатель, 1969. — 320 с.
- Пантиелев А. Н. Белая птица. — Москва: Советский писатель, 1970. — 381 с.
- Пантиелев А. Н. Белая птица. Ни солнце, ни луна / илл. Ф. Капалов. — Алма-Ата: Жазушы, 1983. — 511 с.
- Пантиелев А. Н. Ни солнце, ни луна / илл. Н. Перова. — Москва: Советский писатель, 1981. — 319 с.
- Пантиелев А. Н. Перейти Иртыш / илл. П. Караченцов. — Москва: Правда, 1971. — 48 с. — (Библиотека «Огонек», № 2).

#### Переводы
- Pantijelew A. Die erste Woche = Первая неделя (нем.). — Berlin: Kultur und Fortschritt, 1951. — S. 195.
- Pantijelev A. První týden = Первая неделя (чешск.) / přel. Taťjana Hašková. — 2-hé vyd. — Praha: Svět sovětů, 1951. — С. 177.
- Pantijelev A. První týden = Первая неделя (чешск.) / přel. Taťjana Hašková. — 4-hé vyd. — Praha: Svět sovětů, 1954. — С. 221.
- Pantyijelev A. Az első hét = Первая неделя (венг.) / fordította Devecseriné Guthi Erzsébet.. — Budapest: Új magyar könyvkiadó, 1951. — С. 147. — (Szovjet kisregények, № 23).
- Pantijelew A. Pierwszy tydzień = Первая неделя (пол.) / przeł. z jęz. rosyjskiego Zofia Rysińska. — Warszawa: Książka i wiedza, 1951. — С. 222.
- Pantielev A. Prima săptămână = Первая неделя (рум.) / trad. din limba rusă de I. Luca, A. Ivanovschi. — Bucureşti: Cartea rusă, 1950. — С. 127.

### Вступительные статьи, переводы
- Мухтар А. Каракалпакская повесть / пер. с узб. А. Пантиелев. — Ташкент: Гослитиздат УзССР, 1958. — 138 с. — (Декада искусства и литературы Узбекской ССР. Москва).
- Каипбергенов Т. К. Дастан о каракалпаках. Сказание о Маман-бии / пер. А. Н. Пантиелев, З. С. Кедрина, илл. Б. И. Жутовский. — Москва: Советский писатель, 1979. — 462 с.
- Каипбергенов Т. К. Дастан о каракалпаках. Сказание о Маман-бии / пер. А. Н. Пантиелев, З. С. Кедрина. — Москва: Известия, 1984. — 573 с. — (Библиотека «Дружбы народов»).
- Каипбергенов Т. К. Библиотека произведений, удостоенных Государственной премии СССР. Сказание о Маман-бие. Книга первая / пер. А. Н. Пантиелев, З. С. Кедрина. — Москва: Советский писатель, 1989. — 543 с. — ISBN 5-265-00844-6.
- Ауэзов М. Красавица в трауре / авт. вступ. ст. А. Пантиелев; илл. Е. Сидоркин. — Москва: Русская книга, 2003. — 275 с. — (2003 — год Казахстана в России). — ISBN 5268005812.